# Rimski pohodi v Germaniji (12 pr. n. št. – 16 n. št.)
Rimski pohodi v Germaniji (12 pr. n. št. – 16 n. št.) so bili vrsta konfliktov med germanskimi plemeni in Rimskim cesarstvom. Napetosti med germanskimi plemeni in Rimljani so se začele že leta 17/16 pr. n. št. s Clades Lolliana (16 BC), kjer je bila 5. legija pod Marcus Lolliusom poražena s strani plemen Sikambrov, Usipetov in Tenkterjev. Rimski cesar Avgust je odgovoril z hitrim razvojem vojaške infrastrukture po Galiji. Njegov general Neron Klavdij Druz je začel graditi utrdbe ob Renu leta 13 pr. n. št. in je izvedel maščevalni pohod čez Ren leta 12 pr. n. št.
Druz je v letih 11–9 pr. n. št. vodil še tri pohode proti germanskim plemenom. Na pohodu leta 10 pr. n. št. je bil slavljen kot Rimljan, ki je potoval najdlje proti vzhodu v severni Evropi. Naslednji generali so nadaljevali z napadi čez Ren vse do leta 16 n. št., še posebej Publij Kvintilij Var leta 9 n. št. Med povratno potjo s svojega pohoda je bila Varusova vojska napadena in skoraj v celoti uničena s strani germanske sile pod vodstvom Arminija v bitki v Tevtoburškem gozdu; Arminij je bil vodja Heruskov, že prej je služil v rimski vojski in je bil v Rimu obravnavan kot zaveznik. Rimska širitev v prekorensko Germanijo se je zato ustavila, vse pohode takoj po tem pa so izvedli v maščevanje za Clades Variana ("Variansko katastrofo"), ime, ki ga uporabljajo rimski zgodovinarji za opis bitke v Tevtoburškem gozdu, da bi dokazali, da lahko rimska vojaška moč še vedno premaga germanska plemena. Zadnji general, ki je vodil rimske sile v regiji v tem času je bil Germanik, biološki sin general Nerona Klavdija Druza in posvojeni sin cesarja Tiberija (bil je tudi Druzov brat), ki je leta 16 n. št. izvedel zadnjo večjo vojaško odpravo Rima v Germanijo.

## Ozadje
Leta 27 pr. n. št. je Gaj Avgust Oktavijan postal princeps in poslal Agripo, da zaduši vstaje v Galiji. Med galijskimi vstajami so orožje tihotapili v Galijo čez Ren iz Germanije, da bi oskrbeli vstajo. Takrat je bila rimska vojaška prisotnost v Renski deželi majhna in edine vojaške operacije tam so bile kazenske odprave proti vdrom. Veljalo je za pomembnejše, da se zagotovi Galija in uniči morebitne znake odpora tam.
Potem ko je bila Galija umirjena, so bile izvedene izboljšave v infrastrukturi, vključno z izboljšavami rimske cestne mreže leta 20 pr. n. št. s strani Agripe. Rim je povečal svojo vojaško prisotnost ob Renu in nekaj utrdb je bilo tam zgrajenih med leti 19 in 17 pr. n. št. Avgust je menil, da prihodnost blaginje cesarstva temelji na širjenju njenih meja in Germanija je postala naslednja tarča cesarske širitve.
Po ujetju in usmrtitvi rimskih vojakov vzhodno od Rena leta 17/16 pr. n. št. so plemena Sikambri, Usipeti in Tenkterji prečkala reko in napadlo rimsko konjeniško enoto. Nepričakovano so naleteli na 5. legijo pod Marcusom Lolliusom, ki so jo porazili ter ujeli njeno Aquilo (legijski orel). Ta poraz je prepričal Avgusta, da reorganizira in izboljša vojaško prisotnost v Galiji, da bi regijo pripravili na pohode čez Ren. Napad kmalu zatem s strani Lolliosa in Avgusta je povzročil, da so napadalci zbežali nazaj v Germanijo in se spravili v mir z Rimom.
Od 16 do 13 pr. n. št. je bil Avgust aktiven v Galiji. V pripravah na prihajajoče pohode je Avgust ustanovil kovnico v Lugdunumu (Lyon) v Galiji, da bi zagotovil kovanje denarja za plačilo vojakov, organiziral popis za zbiranje davkov iz Galije ter usklajeval ustanovitev vojaških baz na zahodni obali Rena.

## Pohodi predClades Variana(12 pr. n. št. – 9 n. št.)

### Pohodi Druza (12 pr. n. št. – 8 pr. n. št.)
Neron Klavdij Druz, izkušen general in posinovljenec Avgusta, je bil leta 13 pr. n. št. imenovan za guvernerja Galije. Naslednje leto je prišlo do vstaje v Galiji – kot odgovor na rimski popis in davčno politiko, ki jo je uvedel Avgust. Večino naslednjega leta je izvajal izvidništvo in se ukvarjal s preskrbo in komunikacijami. Prav tako je zgradil več utrdb ob Renu, vključno z Argentoratumom (današnji Strasburg, Francija), Moguntiacum (današnji Mainz, Nemčija) in Castra Vetera (današnji Xanten, Nemčija).
Druz je prvič stopil v akcijo po vdorih Sikambrov in Usipetov v Galijo, ki jih je odbil, preden je sprožil povračilni napad čez Ren. To je označilo začetek 28-letnih rimskih kampanj na spodnjem Renu.
Prečkal je Ren s svojo vojsko in napadel deželo Usipetov. Nato se je odpravil na sever proti Sikambrom in oplenil njihova prebivališča. Potujoč po Renu in pristanku tam, kar je danes Nizozemska, je premagal Frizijce, ki so nato služili v njegovi vojski kot zavezniki. Potem je napadel Havke, ki so živeli v severozahodni Nemčiji tam, kar je zdaj Spodnja Saška. Okoli zime je ponovno prečkal Ren in se vrnil v Rim.
Naslednjo pomlad je Drusus začel svojo drugo kampanjo čez Ren. Najprej je podredil Usipete, nato pa se odpravil proti vzhodu do Visurgisa (reke Weser). Nato je prešel skozi ozemlje Heruskov, katerega ozemlje se je raztezalo od reke Ems do reke Elbe in napredoval daleč proti vzhodu kot reke Weser. To je bil najdlje vzhodno v severni Evropi, kamor je stopil rimski general, podvig, ki mu je prinesel veliko slavo. Zaradi izčrpanih zalog in prihajajoče zime se je odločil, da se vrne na prijateljsko ozemlje. Na povratku so Druzove legije pri Arbali skoraj uničili heruški bojevniki, ki so izkoristili teren za nadlegovanje.
Leto po tem je bil izvoljen za konzula in glasovano je bilo, da se zaprejo vrata Templja Janusa (Rimski forum), znak, da je cesarstvo v miru. Kljub temu mir ni trajal, saj je spomladi leta 10 pr. n. št. ponovno vodil kampanjo čez Ren in večino leta preživel v napadih na Hate. V svoji tretji kampanji je osvojil Hate in druga germanska plemena, nato pa se vrnil v Rim, kot je to storil tudi prej ob koncu kampanjske sezone.
Leta 9 pr. n. št. je začel svojo četrto kampanjo, tokrat kot konzul. Kljub slabim znamenjem je Druz ponovno napadel Hate in napredoval do ozemlja Svebov, po besedah Kasija Diona: "osvajal je s težavo prepotovano ozemlje in premagal sile, ki so ga napadle, šele po znatni krvi." Po tem je ponovno napadel Heruske in sledil umikajočim se Heruskom čez reko Weser ter napredoval do Elbe ter "oplenil vse na svoji poti", kot pravi Kasij Dion. Ovid navaja, da je Drusus razširil rimsko oblast na nove dežele, ki so bile šele nedavno odkrite. Na poti nazaj proti Renu je Druz padel s konja in bil hudo ranjen. Njegova rana se je resno okužila in po tridesetih dneh je Druz umrl zaradi bolezni, najverjetneje gangrene.
Ko je Avgust izvedel, da je Druz bolan, je poslal Tiberija, da se hitro odpravi k njemu. Ovid navaja, da je bil Tiberij takrat v mestu Pavia in ko je izvedel za stanje svojega brata je odjahal, da bi bil ob strani svojemu umirajočemu bratu. Prišel je pravočasno, vendar ni trajalo dolgo, preden je Druz izdihnil.

### Kampanje Tiberija, Ahenobarba in Vinicija (8 pr. n. št. - 5 n. št.) terimmensum bellumali »velika vojna«(1 n. št. - 5 n. št.)
Po smrti Druza je Tiberij prevzel poveljstvo nad silami na Renu in v letih 8 in 7 pr. n. št. vodil dve kampanji znotraj Germanije. S svojo vojsko je marširal med Renom in Elbo ter naletel na le malo odpora, razen od Sikambrov. Tiberij je bil blizu iztrebljenja Sikambrov, tiste, ki so preživeli, pa je prepeljal na rimsko stran Rena, kjer so jih lahko bolje nadzorovali. Velleius Paterculus prikazuje Germanijo kot praktično osvojeno, Kasiodor, ki je pisal v 6. stoletju n. št., pa trdi, da so se vsi Germani, ki so živeli med Elbo in Renom, podredili rimski moči. Vendar je bila vojaška situacija v Nemčiji zelo drugačna od tiste, ki so jo prikazovale imperatorske propagande.
Lucius Domitius Ahenobarbus (konsul 16 BC) je bil leta 6 pr. n. št. imenovan za poveljnika v Nemčiji s strani Avgusta, tri leta pozneje, leta 3 pr. n. št., pa je dosegel in prečkal Elbo s svojo vojsko. Pod njegovim poveljstvom so bili zgrajeni prehodi čez močvirja nekje v regiji med Emsom in Renom, imenovani pontes longi. Naslednje leto so izbruhnili spori med Rimom in Heruski. Medtem ko so elitni člani ene frakcije iskali močnejše vezi z rimskimi voditelji, so se Heruski kot celota upirali še naslednjih dvajset let. Čeprav je Ahenobarbus marširal do Elbe in usmerjal gradnjo infrastrukture v regiji vzhodno od Rena, ni imel dobrega uspeha proti heruškim bojnim skupinam, s katerimi je poskušal ravnati kot je Tiberij z Sikambri. Avgust je Ahenobarba poklical v Rim leta 2 pr. n. št. in ga zamenjal z bolj izkušenim vojaškim poveljnikom Marcusom Viniciusom (konzul 19 BC).
Med letoma 2 pr. n. št. in 4 n. št. je Vinicius poveljeval petim legijam, nameščenim v Germaniji. Okoli časa njegovega imenovanja so se številna germanska plemena uprla v tistem, kar zgodovinar Velleius Paterculus imenuje immensum bellum ali »velika vojna«. Vendar pa ni ohranjene nobene zgodbe o tej vojni. Vinicius je zagotovo dobro deloval, saj je bil ob vrnitvi v Rim nagrajen z ornamenta triumphalia.
Spet leta 4 n. št. je Avgust poslal Tiberija na rensko mejo kot poveljnika v Germaniji. V naslednjih dveh letih se je boril v severni Germaniji. V prvem letu je osvojil Kanafenate, Chattuare, Bruktere in podredil Heruske. Kmalu nato je razglasil Heruske za "prijatelje rimskega ljudstva." Leta 5 n. št. je vodil vojno proti Havkom, nato pa usklajeval napad v srce Germanije tako po kopnem kot po reki. Rimska flota in legije sta se srečali na Elbi, od koder je Tiberij odšel z Elbe in marširal nazaj proti zahodu na koncu poletja, ne da bi na tem vzhodnem položaju nameščal okupacijske sile. S tem je pokazal svojim vojakom, Rimu in gremanskim plemenom, da se njegova vojska lahko večinoma giblje neovirano skozi Germanijo, vendar tako kot Druz ni storil ničesar, da bi zadržal ozemlje. Tiberijeve sile so bile napadene s strani gremanskih plemen, ko so se vračale proti zahodu nazaj na Ren, vendar so se uspešno obranile.
.
Elita plemena Heruski je po Tiberijevih pohodih leta 5 n. št. postala posebna prijateljica Rima. V predhodnih letih je boj za oblast privedel do zavezništva ene stranke z Rimom. V tem plemenu je bila vladajoča linija, ki je igrala ključno vlogo pri sklenitvi prijateljstva med Heruski in Rimom. Pripadniku te elite je bil mladi Arminij, ki je bil takrat star okoli dvaindvajset let. Članstvo v tem klanu mu je prineslo posebno naklonjenost pri Rimu. Tiberij je podprl ta vladarski klan, da bi pridobil nadzor nad Heruski in je plemenu podelil svoboden status med germanskimi ljudstvi. Da bi imel Tiberij na očeh Heruske, je dal zgraditi zimsko oporišče na reki Lippe.
V rimskem mnenju je bilo, da so bila do leta 6 n.št. germanska plemena večinoma potlačena, če ne celo osvojena. Samo Markomani  pod kraljem Marobodom so ostali tisti, ki jih je bilo potrebno podrediti. Rim je načrtoval obsežen obkolitveni napad, v katerem je sodelovalo 12 legij iz Germanije, Ilirika in Retije, vendar se je napad preložil, ko so prišle novice o uporu v Iliriku. Sklenili so mir z Marobodom ter ga priznali za kralja.
Del rimske strategije je bil preselitev problematičnih plemen, da bi jih premaknili na lokacije, kjer bi jih Rim lažje nadzoroval in proč od njihovih običajnih zaveznikov. Tiberij je preselil Sikambre, ki so povzročali posebne težave Druzu na novo lokacijo zahodno od Rena, kjer so jih lahko bolje opazovali.

## Kampanje Varusa (7 n. št. - 9 n. št.) (Clades Variana 9 n. št.)

### Predigra
Čeprav se je domnevalo, da je bila provinca Velika Germanija pomirjena in da je Rim začel vključevati regijo v cesarstvo, je obstajala nevarnost upora med vojaškim podjarmljenjem province. Po Tiberijevem odhodu v Ilirik je Avgust za germansko poveljstvo imenoval Publija Kvintilija Vara na germanski poveljniški položaj, saj je bil izkušen vojak, vendar ne velik vojaški vodja, kot bi to zahteval resen izziv.
Var je Germanom uvedel državljanske spremembe, vključno z davkom – kar je Avgust pričakoval od vsakega guvernerja podjarmljene province. Vendar so se germanska plemena začela zbirati okoli novega voditelja, Arminija iz plemena Heruskov. Arminij, ki ga je Rim imel za zaveznika, se je že prej boril v rimski vojski. Družil se je z Varusom, ki je bil v Germaniji z legijami XVII, XVIII in XIX, da bi zaključil osvojitev Germanije.
Nič veliko ni znanega o kampanji leta 9 n.št. do povratne poti, ko je Var zapustil svojo taborišče ob Weserju s svojimi legijami. Ko so se vračali v Castra Vetera, je Varus prejel poročila od Arminija, da je na zahodu od rimskega taborišča prišlo do majhnega upora. Rimljani so se tako ali tako vračali nazaj proti Renu in ta mali upor bi bil le majhna odcepitev - približno dva dneva stran. Varus je odšel, da bi obvladal upor, prepričan, da bo Arminij odjahal naprej, da bi pridobil podporo svojih soplemenjakov za rimsko zadevo. V resnici pa je Arminij dejansko pripravljal zasedo. Varus ni sprejel dodatnih previdnostnih ukrepov na pohodu za zatrtje upora, saj ni pričakoval težav.

### Zmaga Arminija
Arminijev upor se je zgodil med Velikim ilirskim uporom, v času, ko je bila večina rimskih legij zadržanih v Iliriji. Varu so ostale le tri legije, ki so bile izolirane v srcu Germanije. Izvidniki so bili poslani pred rimskimi silami, ko se je kolona približevala Kalkriesu. Izvidniki so bili lokalni Germani, saj so poznali teren in so morali biti del Arminiusove zvijače. Dejansko so poročali, da je pot naprej varna. Zgodovinarja Wells in Abdale pravita, da so izvidniki verjetno opozorili Germanena napredujočo kolono in jim dali čas, da se postavijo na svoje položaje.
Rimska kolona je sledila cesti proti severu, dokler se ni začela ovijati okoli hriba. Hrib je bil na zahodu od ceste in je bil gozdnat. Okoli hriba je bilo močvirnato območje, na vzhodu gozda, na severu pa močvirje (izven dosega rimske kolone, dokler niso prispeli do ovinka, ki je cesto peljal jugozahodno okoli severovzhodnega roba hriba). Rimske sile so nadaljevale po blatu na dnu hriba, dokler ni bila sprednja stran kolone napadena. Slišali so glasno kričanje in sulice so začele padati nanje s sorazmerno strmega levega pobočja. Nato so sulice začele padati iz gozda na njihovo desno, spredaj pa je zaradi panike nastal kaos. Obkoljeni vojaki se niso mogli braniti, ker so hodili v tesni formaciji, teren pa je bil preveč blaten, da bi se učinkovito premikali.
V desetih minutah so novice dosegle sredino kolone, kjer je bil Var. Komunikacijo je ovirala gosta strnjenost kolone na ozki cesti. Ker ni vedel o celotni obsežnosti napada, je Var ukazal svojim silam, naj napredujejo naprej, da okrepijo sprednje sile. To je vojake na sprednji strani še bolj potisnilo v neprekinjen stik z nasprotnikom in tisoči germanskih bojevnikov so začeli prihajati iz gozda in napadati od blizu. Vojaki v sredini in zadnjem delu kolone so začeli bežati v vse smeri, vendar jih je večina obtičala v močvirju ali bila ubita. Var je spoznal resnost svoje situacije in se s svojim mečem ubil. Nekaj Rimljanov je preživelo in se vrnilo v zimska prebivališča pri Xantenu, tako da so ostali skriti in previdno potovali skozi gozdove.

## Pohodi poClades Variana (10 n. št. – 16 n. št.)

### Pohodi Tiberija (10 n. št. – 12 n. št.)
Postalo je jasno, da germanska ozemlja niso bila pomirjena. Potem, ko je v Rim prišla novica o Varovem porazu, je Avgust poslal Tiberija nazaj na Ren, da stabilizira mejo leta AD 10. Tiberij je okrepil obrambne sposobnosti renskih utrdb in prerazporedil sile po območju. Začel je izboljševati disciplino in voditi manjše napade čez Ren. Velleius poroča, da je Tiberij dosegel ogromne uspehe. Pravi, da je Tiberij: 
| penetrat interius, aperit limites, vastat agros, urit domos, fundit obvios maximaque cum gloria, incolumi omnium, quos transduxerat, numero in hiberna revertitur. | prodrl je v osrčje dežele, odprl vojaške ceste, opustošil polja, požgal hiše, premagal tiste, ki so prišli proti njemu in se brez izgub za čete, s katerimi je prečkal mejo, vrnil, odet v slavo, v zimsko bivališče.. |
| —Velleius Paterculus 2.120.2 | —Wells 2003, str. 202 |

Po mnenju Seagerja in Wellsa je Velleiusova pripoved skoraj zagotovo pretiravanje. Seager pravi, da je Tiberij uspešno uporabil taktike, ki jih je razvil v Iliriji, ampak, da so bili njegova napadi "nič drugega kot kazenske akcije". Tiberij ni prišel daleč v svojem osvajanju Germanije, ker se je premikal počasi, da ne bi tvegal izgube življenj. Njegov napredek je bil previden in premišljen: opustošil je pridelke, zažgal prebivališča in razselil prebivalstvo. Svetonij poroča, da so bila Tiberijeva naročila dana pisno in da se je moral neposredno posvetovati o nejasnih točkah.
Tiberiju se je za pohode leta 11 in 12 n. št. pridružil njegov posvojeni sin Germanik. Oba generala sta prečkala Ren in opravila različne pohode na sovražno ozemlje, pri čemer sta se premikala s podobno previdnostjo kot Tiberij leto prej. Kampanje so bile izvedene proti Brukterom in Marsom, da bi maščevali poraz Varusa, vendar niso imele pomembnega učinka. Vendar pa je kampanja, skupaj z zavezništvom Rima z markomanskim kraljem Marobodom preprečila, da bi germanska koalicija pod vodstvom Arminija prečkala Ren in napadla Galijo in Italijo. Pozimi leta 12 n. št. sta se Tiberij in Germanik vrnila v Rim.

### Pohodi Germanika (14 n. št. – 16 n. št.)
- Pohodi Germanika in Cecine 14 n. št. – 16 n. št
- Pohod 14 n. št.
- Pohod 15 n. št.
- Pohod 16 n. št.

Avgust je naslednje leto imenoval Germanika za poveljnika sil na Renu. Meseca avgusta leta 14 n. št. je Avgust umrl in 17. septembra se je senat zbral, da potrdi Tiberija za princepsa. Rimljanski pisatelji, vključno s Tacitom in Kasijem Dionom omenjajo, da je Avgust zapustil izjavo, ki je naročala konec imperalnega širjenja. Ni znano ali je Avgust dejansko izdal takšno naročilo ali pa je Tiberij menil, da je potrebno ustaviti rimsko širjenje, ker so bili stroški preveliki tako finančno kot vojaško.
Približno tretjina celotnih rimskih vojaških sil, osem legij, je bila po Tiberijevi prerazporeditvi nameščena na Renu. Štiri so bile v spodnji Nemčiji pod Aulusom Cecino (5. in 21. legija v Xantenu; 1. in 20. legija v ali blizu Kolonije Agripine). Štiri druge so bile v zgornji Nemčiji pod Gaiusom Siliusom (2., 13., 16. in 14. legija).
Med leti 14 in 16 n. št. je Germanik vodil rimske vojake čez Ren v Nemčijo proti silam Arminija in njegovim zaveznikom. V bitki pri Pontes Longi (15 n.št.) je njegov poveljnik Cecina skoraj doživel podoben poraz kakor par let prej Var.  Germanik je močno izkoristil mornarico, ki jo je potreboval za logistiko glede na pomanjkanje cest v Nemčiji tistega časa. Vojna se je zaključila leta 16 n. št. z odločilnima zmagama bitki pri Idistavisi in bitki pri Angrivarskem zidu, v katerih je bila nemška koalicija pod Arminijem poražena (ne pa tudi uničena, kar pomeni, da strateški cilj Rima ni bil dosežen). Arminij sam je komaj preživel konflikt. Rim je predal aneksirana ozemlja prijateljskim poglavarjem in se umaknil iz večine Germanije, saj so menili, da so vojaška prizadevanja za nadaljevanje prevelika v primerjavi z morebitnimi dobitki. Tacit trdi, da je bil cilj kampanja maščevanje za poraz Varusa, namesto širjenja rimskega meja.

### Sodelujoča plemena in število bojevnikov
Delež bojevnikov v germanskem prebivalstvu je na splošno ocenjen na 20 %. Poleg tega bi lahko, če bi bilo plemensko ozemlje neposredno ogroženo, vojsko okrepili vsi, ki so bili sposobni nositi orožje. Raziskave predvidevajo, da so bile germanske bojevniške enote številčno slabše od rimske vojske. Ogromno število bojevnikov v »barbarskih vojskah«, o katerih pogosto poročajo starodavni zapisi, ponavadi vsebujejo retorično olepševanje in pretiravanje. Hans Delbrück je odločno nasprotoval precenjevanju števila bojevnikov in je število bojevnikov na pleme ocenil na povprečno 5.000 mož. Kot kažejo sodobne raziskave naselij, so bile te številke morda prenizke. Velika poselitvena območja v odprtih krajinah so zagotovila splošno "osupljivo visoko gostoto prebivalstva." Kljub temu so Rimljani v bitkah verjetno lahko pokazali številčno premoč, še posebej, ker se kontingenti vseh nasprotujočih si plemen verjetno niso zbrali hkrati skupaj v nobenem spopadu v Avgustovskih germanskih vojn.
| Pleme                          | Število bojevnikov | Druzovi pohodi (12 pr. n. št. – 8 pr. n. št.) | Immensum bellum ali »velika vojna« (1 n. št. – 5 n. št.) | Bitka v Tevtoburškem gozdu (9 n. št.) | Germanikovi pohodi (12 n. št. – 16 n. št.) |
| ------------------------------ | ------------------ | --------------------------------------------- | -------------------------------------------------------- | ------------------------------------- | ------------------------------------------ |
| Ampsivari                      | 3.000–4.000        |                                               |                                                          | nasprotnik (nesigurno)                | zaveznik (nesigurno)                       |
| Angrivari                      | 4.500–5.000        |                                               |                                                          | nasprotnik (nesigurno)                | nasprotnik                                 |
| Batavi                         | 4.000              |                                               | nasprotnik (nesigurno)                                   | niso bili udeleženi                   | zaveznik                                   |
| Brukteri                       | 6.000              | nasprotnik                                    | nasprotnik                                               | nasprotnik                            | nasprotnik                                 |
| Kanafenati                     | 4.000              |                                               | nasprotnik (nesigurno)                                   | niso bili udeleženi                   |                                            |
| Hamavi                         | 8.000              |                                               | nasprotnik (nesigurno)                                   |                                       |                                            |
| Kasuarji                       | 3.000              |                                               |                                                          |                                       |                                            |
| Hati                           | 8.000–25.000       | nasprotnik                                    |                                                          | nasprotnik (nesigurno)                | nasprotnik                                 |
| Hatuarji                       |                    |                                               | nasprotnik                                               |                                       | nasprotnik                                 |
| Havki                          | 6.000              | nasprotnik                                    | nasprotnik                                               | niso bili udeleženi                   | zaveznik                                   |
| Heruski                        | 4.000–16.000       | nasprotnik                                    | nasprotnik                                               | nasprotnik                            | nasprotnik                                 |
| Dulgubni                       | 8.000              |                                               |                                                          |                                       |                                            |
| Frizi                          | 18.000             | zaveznik                                      |                                                          | niso bili udeleženi                   | zaveznik                                   |
| Hermunduri                     | 11.000–72.000      |                                               | nasprotnik                                               | niso bili udeleženi                   | niso bili udeleženi                        |
| Kalijci                        |                    |                                               |                                                          |                                       | nasprotnik                                 |
| Lander                         |                    |                                               |                                                          |                                       | nasprotnik                                 |
| Langobardi (Lombardi)          | 5.000–11.000       |                                               | nasprotnik                                               | niso bili udeleženi                   | niso bili udeleženi                        |
| Markomani                      | 25.000             | nasprotnik                                    |                                                          | niso bili udeleženi                   | niso bili udeleženi                        |
| Marsi                          | 2.500–9.000        |                                               | nasprotnik (nesigurno)                                   | nasprotnik                            | nasprotnik                                 |
| Matijaki                       | 9.000              |                                               |                                                          |                                       |                                            |
| Kvadi                          | 21.000             | nasprotnik                                    |                                                          | niso bili udeleženi                   | niso bili udeleženi                        |
| Semnoni                        | 12.000–18.000      | nasprotnik (nesigurno)                        | nasprotnik                                               | niso bili udeleženi                   | niso bili udeleženi                        |
| Sikambri (do 8 pr. n. št.)     |                    | nasprotnik                                    |                                                          |                                       |                                            |
| Sikambri (od 8 pr. n. št.)<) ) |                    |                                               | nasprotnik (nesigurno)                                   |                                       | nasprotnik                                 |
| Tenkterji                      | 3.000–5.000        | nasprotnik                                    | nasprotnik (nesigurno)                                   |                                       | nasprotnik                                 |
| Tubanti                        | 2.000              |                                               | nasprotnik (nesigurno)                                   |                                       | nasprotnik                                 |
| Usipeti                        | 2.000–4.000        | nasprotnik                                    | nasprotnik (nesigurno)                                   |                                       | nasprotnik                                 |

## Posledice
Tiberij se je odločil, da ustavi vse vojaške dejavnosti onkraj Rena, kar je pustilo gremanska plemena, da se spopadajo glede svojih ozemelj in se borijo med seboj. Zadovoljen je bil s favoriziranjem zavezništev z nekaterimi plemeni namesto drugimi, da bi ohranil njihove konflikte med seboj. Dosegel je manj svojih ciljev s neposredno vključenostjo kot pa z diplomatskimi odnosi. Na splošno je bilo predaleč tvegano iti onkraj Rena in je bilo predrago v ekonomskih in vojaških virih, da bi se Rim lahko okrepil, tudi če bi osvojil vse dežele med Renom in Elbo.
Možno je, da je novi poskus invazije na Germanijo potekal med vladavino cesarja Klavdija, z odpravo Corbule leta 47, ki je bila ustavljena po začetnih uspehih proti Frizijcem in Havkom. Šele pod cesarjem Domicijanom so bila osvojena nova ozemlja, med visokimi dolinami Rena in Donave, po pohodih, ki so jih izvedli njegovi generali med leti 83 in 85 (na območju, katerega so imenovali Agri decumates). Leta 85 so bile dežele na zahodni strani Rena organizirane v provinci Spodnja Germanija in Gornja Germanija, medtem ko je bila provinco Raetia ustanovljena na jugu tam, kar danes imenujemo Bavarska, Švica in Avstrija leta 15 pr. n. št. Rimsko cesarstvo ne bo izvedlo nobene druge večje invazije v Germanijo Magna vse do Marka Avrelija (vladal 161–180) med markomanskimi vojnami.

### Primarni viri
- Cassius Dio, Roman History Book 55, English translation
- Velleius Paterculus, Roman History Book II, Latin text with English translation

### Sekundarni viri
- Abdale, Jason R. (2016), Four Days in September: The Battle of Teutoburg, Pen & Sword Military, ISBN 978-1-4738-6085-8
- Gibson, Alisdair (2013), The Julio-Claudian Succession: Reality and Perception of the "Augustan Model", Brill, ISBN 978-90-04-23191-7
- Jones, Brian W. (1992), The Emperor Domitian, Routledge, ISBN 978-0-415-10195-0
- Kehne, Peter (1998), »Germanicus«, Reallexikon der Germanischen Altertumskunde (RGA) 11: 438–448
- Levick, Barbara (1999), Tiberius the Politician, Routledge, ISBN 978-0-415-21753-8
- Renucci, Pierre (2012), Claude, l'empereur inattendu (v French), Perrin, ISBN 978-2-262-03779-6{{citation}}:  Vzdrževanje CS1: neprepoznan jezik (povezava)
- Seager, Robin (2008), Tiberius, John Wiley & Sons, ISBN 978-0-470-77541-7
- Syme, Ronald (1939), The Roman Revolution, Oxford University Press, ISBN 978-0-19-881001-8
- Wells, Peter S. (2003), The Battle That Stopped Rome, Norton, ISBN 978-0-393-32643-7
- Lacey, James; Murray, Williamson (2013), Moment of Battle: The Twenty Clashes that Changed the World, Bantam Books, ISBN 978-0-345-52697-7
- Rüger, C. (2004) [1996], »Germany«,  v Bowman, Alan K.; Champlin, Edward; Lintott, Andrew (ur.), The Cambridge Ancient History: X, The Augustan Empire, 43 B.C. – A.D. 69, zv. 10 (2nd izd.), Cambridge University Press, ISBN 978-0-521-26430-3
- Phang, Sara E.; Spence, Iain; Kelly, Douglas; Londey, Peter (2016), Conflict in Ancient Greece and Rome: The Definitive Political, Social, and Military Encyclopedia, ABC-CLIO, ISBN 978-1-61069-020-1